# Jesse Wharton (politiker)
Jesse Wharton, född 29 juli 1782 i Albemarle County, Virginia, död 22 juli 1833 i Nashville, Tennessee, var en amerikansk politiker (demokrat-republikan). Han representerade delstaten Tennessee i båda kamrarna av USA:s kongress.
Wharton studerade juridik och inledde sin karriär som advokat i Virginia. Han flyttade sedan till Tennessee. Han var ledamot av USA:s representanthus 1807-1809 och ledamot av USA:s senat 1814-1815. Efter tiden som senator återvände han till arbetet som advokat.
Whartons grav finns på Mount Olivet Cemetery i Nashville. Hans dotterson Wharton Jackson Green var ledamot av USA:s representanthus 1883-1887.